# Leptoteleia verae
Leptoteleia verae är en stekelart som beskrevs av Lubomir Masner 1978. Leptoteleia verae ingår i släktet Leptoteleia och familjen Scelionidae. Inga underarter finns listade i Catalogue of Life.